# علي عجيل العنزي
علي عجيل العنزي (ولد عام 1970 في الكويت)، ناقد وباحث أدبي وكاتب كويتي، وقد عرف باهتماماته البحثية والأكاديمية في مجال المسرح والرواية والقصة القصيرة العربية. تلقى تعليمه في الكويت، ونال البكالوريوس بالنقد والأدب من قسم النقد والأدب المسرحي بالمعهد العالي للفنون المسرحية بالكويت في العام 1997. عين معيدا بقسم النقد والأدب المسرحي في العام 1998، باعتباره الأول على دفعته، بتقدير عال. نال الماجستير في النقد والأدب في العام 2001 من المملكة المتحدة، جامعة ليدز، ثم الدكتوراه في العام 2006 في النقد والأدب من المملكة المتحدة، جامعة شيفيلد. كان له مقال ثقافي أسبوعي في صحيفة الرأي الكويتية بعنوان "نحو ألق ثقافي. حصل في العام 2021 على جائزة الدولة التقديرية في مجال الدراسات اللغوية والأدبية والنقدية لعام 2020 عن عمله "آثار على رمل ساخن/المنسيون في الرواية الخليجية المعاصرة".

## الوظائف العلمية
الرئيس السابق لقسم النقد والأدب المسرحي بالمعهد العالي للفنون المسرحية بالكويت، يحاضر في السرديات، والنصوص المسرحية، ومناهج البحث والدراسات النقدية، وتاريخ الفن، ونظريات النقد الحديث؛ البنيوية، التفكيكية، الكوليونالية، ما بعد الكوليونالية، المسرح السياسي؛ بيرتولد بريخت، بيتر فايس وإيرفين بيسكاتور، والمابعد حداثي عند الكاتب المسرحي الإنجليزي هاورد باركر.أشرف على رسائل ومشاريع متعددة منها.
- أثر الديموقراطية على المسرح الإغريقي
- التنفيس السياسي في المسرح العربي؛ مسرح الكاتب السوري محمد الماغوط نموذجاً
- وموكينبوت ما بين رحلة حنظلة لسعدالله ونوس، و«كيف شفي موكينبوت من آلامه» للألماني بيتر فايس،
- أثر لوركا الفكري في مسرح صلاح عبد الصبور
- أثر التعبيرية على مسرح برتولد برخت: دراسة في الأعمال المسرحية الأولى
- المفاهيم الهيكلية لمسرح هارولد بنتر
- أوسكار وايلد ومنهجه في التأليف

علي العنزي، عضو هيئة تحرير سلسلة إبداعات عالمية بالمجلس الوطني للثقافة والفنون والآداب بالكويت منذ العام 2009، وهو عضو محكم للأبحاث والدراسات الأدبية في عدة مجلات علمية جامعية محكمة.
عمل علي العنزي، لأكثر من 20 عاما في الصحافة الكويتية، وهو عضو في جمعية الصحافيين الكويتية، وسبق وأن نال جائزة الدولة للإبداع الصحافي من وكالة الأنباء الكويتية في العام 1994، كما أنه عضو لجان تحكيم في مجموعة من المهرجانات المسرحية، المحلية في دورات الأعوام 2008، و2010، كما أنه يحاضر في أصول الكتابة والتأليف المسرحي، وفي الفنون الأدائية المعاصرة، وقدم عدد من المحاضرات والندوات والورش في النقد المسرحي، وفن الكتابة والنقد التطبيقي، وترجمة الأعمال الأدبية عن اللغة الإنجليزية. يكتب العنزي، في الرواية الخليجية، والقصة القصيرة، محللا وناقدا، وفي مسيرة المسرح العربي، ومأسسة المسرح، وله محاضرات وأبحاث وتعقيبات، علاوة على لقاءات ومشاركات أدبية متكررة به.
وللدكتور علي العنزي ريادة فنية كويتية/خليجية، بكتابته ليبرتو الأوبرا الكويتية/الخليجية الأولى وعنوانها أوبرا ديرة، والتي لحنها ووضع موسيقاها الموسيقار الكويتي رشيد فايز البغيلي، ملحن الأوبرا الكويتية/الخليجية الأولى وعضو هيئة تدريس المعهد العالي للفنون الموسيقية، وأخرجها المخرج والممثل المسرحي والتلفزيوني فهد علي العبد المحسن، عضو هيئة تدريس المعهد العالي للفنون المسرحية، ورئيس رابطة أعضاء هيئة التدريس بمعهد المسرح.

## الأبحاث والمؤلفات
- المهمشون بين المجتمع والرواية الخليجية
- صورة الخليجي في السرد. مقاربة تحليلية في نماذج روائية خليجية
- العناصر الدرامية في السرد المُحكم
- ليبرتو Libretto أوبرا ديرة
- مسرحية انعكاسات
- المسلسل التلفزيوني الدكتور
- إسترداد النقد
- المهرجانات المسرحية الداخلية.. بريق أم إبداع أدبي.
- مأزق المسرح الكويتي.
- استخدام الميديا في المسرح
- A Perspective on Progress of the Theatre in the Arabian Gulf States
- Theatre of Catastrophe، ملحق بترجمة لمسرحية The Possibilities للكاتب الإنجليزي Howard Parker، عن دار مسعى للنشر في العام 2013
- الحقيقي في المسرحيات الأولى للكاتب السوري سعدالله ونوس. قيد الطبع.